# Гротс, Янис Янисович
Янис Янисович Гротс (латыш. Jānis Grots; 9 февраля 1901, Силамуйжа, Эргльская волость, Венденский уезд, Лифляндская губерния, Российская империя (ныне Эргльский край, Латвия) — 30 ноября 1968, Рига) — латышский поэт, драматург, журналист. Заслуженный деятель культуры Латвийской ССР.

## Биография
Из крестьян. В 1908—1910 годах учился в 3-классной православной церковной школе, затем в начальной школе Яунпилса. В 1915 году начал писать статьи в газеты и журналы. Так, его статьи в газете «Jaunais Vārds» были напечатаны под псевдонимом J. Mežmalietis. Первая же публикация 14-летнего Я. Гротса показала его социальную направленность. С юности увлекался творчеством Пушкина, Лермонтова, Толстого, Некрасова.
В 1920 году получил среднее образование в Риге, затем поступил на факультет экономики и права Латвийского университета.
В 1921 году Гротс участвовал в забастовке железнодорожников. Работал в левых студенческих организациях, несколько раз подвергался арестам. Гротс был одним из основателей журнала «Trauksme». С 1926 по 1934 год — руководитель литературного отдела газеты «Sociāldemokrāts» («Социал-демократ»).
После Второй мировой войны Гротс активно участвовал в строительстве новой советской жизни в Латвии. С 1945 года был литературным сотрудником газеты «Literatūra un māksla». После 1948 года занимался литературной деятельностью.

## Творчество
Я. Гротс вошёл в латышскую поэзию как романтик, бунтарь против буржуазной действительности, пылко утверждающий будущее человечества (сборник «Вешние воды», 1925, «Вечерние облака», 1930, и др.). Писал сатирические пьесы о буржуазной Латвии («Привет свободной Латвии!», 1930), лирико-романтические драмы («Пушкин», 1937; «Стенька Разин», 1932, и др.).
К концу 1930-х годов его поэзия становится грустной, усталой, в ней отражены пессимистические настроения, социально-критические мотивы («В глубоких снегах», 1939).
В стихах советского времени — тема дружбы народов, философские раздумья (сборники «Утренний час», 1946, «Вечерние рассказы в поселке», 1959).
Поэзию Я. Гротса отличают душевность, музыкальность.

## Избранные произведения
- «Pavasara ūdeņi» (1925)
- «Vējš no jūras» (1927)
- «Vakara mākoņi» (1930)
- «Vēstules Solveigai» (1938)
- «Klusums» (1944)